# الألعاب الآسيوية الشتوية 1990
الألعاب الآسيوية الشتوية 1990 هي النسخة الـ 2 من الألعاب الآسيوية الشتوية. أقيمت في سابورو من 9 مارس إلى 14 مارس. تم افتتاحها رسميا من قبل أكيهيتو. شارك فيها 310 رياضياً من 9 بلدان.

## جدول الميداليات
البلد المستضيف
| الترتيب  | منتخب          | ذهبية | فضية | برونزية | المجموع |
| -------- | -------------- | ----- | ---- | ------- | ------- |
| 1        | اليابان        | 18    | 16   | 13      | 47      |
| 2        | الصين          | 9     | 9    | 8       | 26      |
| 3        | كوريا الجنوبية | 6     | 7    | 8       | 21      |
| 4        | كوريا الشمالية | 0     | 1    | 4       | 5       |
| 5        | منغوليا        | 0     | 0    | 1       | 1       |
| الإجمالي | الإجمالي       | 33    | 33   | 34      | 100     |

## البلدان المشاركة
- الصين
- تايوان
- الهند
- إيران
- اليابان
- منغوليا
- كوريا الشمالية
- الفلبين
- كوريا الجنوبية
- هونغ كونغ